# Operazione Upshot-Knothole
La serie di test nucleari denominata Operazione Upshot–Knothole si riferisce alle detonazioni nucleari condotte dagli Stati Uniti d'America in diverse aree del poligono nucleare denominato Nevada Test Site, dal 28 febbraio al 4 giugno del 1953. La serie fu la quarta effettuata dagli Stati Uniti nel sito di test nevadese e, nella cronologia delle operazioni statunitensi, fu preceduta dall'Operazione Ivy e seguita dall'Operazione Castle, entrambe condotte nei Pacific Proving Grounds, su suolo marshallese.
L'operazione fu condotta dalla Joint Task Force 7 (JTF-7), che incorporava sia personale civile che militare ma che era di fatto organizzata con una struttura militare. In tutto, essa contava quasi 20 000 elementi, tra cui militari dell'esercito, impiegati civili federali e operatori facenti parte del Dipartimento della Difesa (DOD) e della Commissione per l'energia atomica degli Stati Uniti d'America (AEC).
In occasione di cinque degli undici test condotti, furono effettuate anche esercitazioni militari, a cui presero parte fino a 21 000 soldati, classificate con il nome di Desert Rock V e volte ad allenare l'orientamento e la capacità di manovra delle truppe in un teatro di guerra nucleare.

## Scopo
L'operazione è passata alla storia per aver visto il primo utilizzo di un proiettile atomico da artiglieria da 280 mm (in inglese: Artillery Fired Atomic Projectile, AFAP), sparato nell'ambito del test Grable da un cannone atomico M65, al cui sparo assistettero alcuni tra i più alti gradi dell'esercito. Oltre a questo l'operazione vide la sperimentazione dei primi due ordigni progettati dallo University of California Radiation Laboratory—Livermore (oggi Lawrence Livermore National Laboratory), entrambi i quali non diedero l'esito sperato, e il test di alcune delle componenti degli ordigni termonucleari che sarebbero poi stati utilizzati nell'Operazione Castle, svolta l'anno seguente nei Pacific Proving Grounds.
Ad esempio, lo stadio primario RACER fu testato in modelli di quelli che sarebbero poi stati gli assemblaggi delle bombe termonucleari TX-14, TX-16 e TX-17/TX-24, per esaminare e valutare le performance dei contenitori di radiazioni e la compressione subita dalle diverse geometrie degli stadi secondari, prima di sperimentare gli ordigni termonucleari completi nella sopraccitata operazione Castle. A seguito della non troppo buona resa del RACER, si decise di usare lo stadio primario COBRA per le bombe termonucleari "Alarm Clock", "Jughead", "Runt I" e "Runt II", così come in "Shrimp", l'ordigno fatto detonare nel corso del test Castle Bravo, il primo dell'operazione Castle, che si rivelerà il più potente mai testato dagli Stati Uniti d'America. Lo stadio RACER IV (riprogettato e ri-testato nel test Simon dell'operazione Upshot-Knothole) fu invece impiegato come primario negli ordigni "Zombie", "Ramrod" e "Morgenstern"; come i precedenti anche questi, tranne il "Ramrod", furono poi sperimentati nei vari test dell'operazione Castle.

## Test
| Nome   | Data e ora (UT)            | Fuso orario locale | Sito | Altitudine + quota                 | Modalità, Scopo                        | Tipo di ordigno                | Potenza | Fallout                           | Fonti                         | Note |
| ------ | -------------------------- | ------------------ | --- | ---------------------------------- | -------------------------------------- | ------------------------------ | ------- | --------------------------------- | ----------------------------- | --- |
| Annie  | 17 marzo 1953, 13:20:00,3  | PST (-8 ore)       | NTS Area 3 37.0477°N 116.022°W | 1230 m + 90 m                      | Da torre, sviluppo di armamenti        | TX-5HE "XR-3" nocciolo Type D  | 16 kt   | Rilevato I-131 2,4 MCi (89 PBq)   | [ 1 ] [ 4 ] [ 5 ] [ 6 ] [ 7 ] | Fu utilizzata per indagare sulla curva potenza Vs iniziazione. Assieme al test fu condotta una delle esercitazioni militari Desert Rock V. Nell'ambito dell'operazione battezzata "Operazione Doorstep", si analizzarono anche gli effetti dell'esplosione su due case a due piani, 50 automobili e vari siti di stoccaggio per bombe. |
| Nancy  | 24 marzo 1953, 13:10:00,0  | PST (-8 ore)       | NTS Area 4 37.0955°N 116.1037°W | 1230 m + 90 m                      | Da torre, sviluppo di armamenti        | TX-14 "Nevada Zombie"          | 24 kt   | Rilevato I-131 3,6 MCi (130 PBq)  | [ 1 ] [ 4 ] [ 5 ] [ 6 ] [ 7 ] | Test dei componenti della bomba TX-14 contenente una minima quantità di deuteruro di litio-6. Assieme al test fu condotta una delle esercitazioni militari Desert Rock V. Fu il primo test dello stadio primario amplificato RACER che però diede risultati insoddisfacenti. |
| Ruth   | 31 marzo 1953 13:00:00,0   | PST (-8 ore)       | NTS Area 7 37.0827°N 116.0248°W | 1 270 m (4 170 ft) + 90 m (300 ft) | Da torre, sviluppo di armamenti        | MK-6 "Hydride I"               | 200 t   | Rilevato I-131 28 kCi (1 000 TBq) | [ 1 ] [ 4 ] [ 5 ] [ 7 ]       | Primo ordigno progettato dall'UCRL, servì a verificare l'utilizzo di un nocciolo in deuteruro di uranio e di un mix di polietilene deuterato e uranio come combustibile termonucleare, inoltre, se avesse avuto successo avrebbe portato a un compatto primo stadio termonucleare. La potenza prevista andava d 1,5 a 3 kilotoni, con un massimo teorico di 20, tuttavia l'ordigno liberò solo 0,2 kt di potenza perché il deuterio rallentò i neutroni molto più di quanto si pensasse, raffreddando la reazione. A provocare imbarazzo nei progettisti fu anche il fatto che solo un terzo della torre da 90 metri utilizzata per sganciare l'ordigno era stato vaporizzato. |
| Dixie  | 6 aprile 1953 15:29:38,4   | PST (-8 ore)       | NTS Area 7 37.0847°N 116.0189°W | 1 284 m (4 213 ft) + 90 m (300 ft) | Caduta libera, sviluppo di armamenti   | MK-5D "DD-1"                   | 11 kt   | Rilevato I-131 1,7 MCi (63 PBq)   | [ 1 ] [ 4 ] [ 5 ] [ 6 ] [ 7 ] | Prova di un ordigno TX-5D in cui fu testata l'amplificazione data dall'uso di deuteruro di litio solido, investigando la fattibilità di un'iniziazione via deuterio, un metodo meno costoso di dare inizio a una reazione a catena. |
| Ray    | 11 aprile 1953 12:44:59,8  | PST (-8 ore)       | NTS Area 4 37.09889°N 116.09332°W | 1 296 m (4 252 ft) + 30 m (98 ft)  | Da torre, sviluppo di armamenti        | MK-6 "Hydride II"              | 200 t   | Rilevato I-131 28 kCi (1 000 TBq) | [ 1 ] [ 4 ] [ 5 ] [ 7 ]       | Secondo ordigno progettato dall'UCRL, servì a verificare l'utilizzo di un nocciolo in deuteruro di uranio e di un mix di polietilene deuterato e uranio come combustibile termonucleare, anche se in dosi diverse da quanto provato nel test Ruth. Anche in questo caso il test non andò a buon fine e la potenza liberata fu di soli 0,22 kt. Leggenda vuole che per il test fu usata una torre di lancio alta soltanto 30 metri per evitare l'imbarazzo del test Ruth in caso di fiammella. |
| Badger | 18 aprile 1953, 12:35:00,0 | PST (-8 ore)       | NTS Area 2 37.1383°N 116.1187°W | 1370 m + 90 m                      | Da torre, sviluppo di armamenti        | TX-16 "Buzzard"                | 23 kt   | Rilevato I-131 3,6 MCi (130 PBq)  | [ 1 ] [ 4 ] [ 5 ] [ 6 ] [ 7 ] | Test dei componenti della bomba TX-16 che utilizzava un modello di stadio secondario criogenico e il contenitore di radiazioni della TX-16. Fu utilizzato lo stadio primario RACER, che anche questa volta non diede i risultati sperati. Assieme al test fu condotta una delle esercitazioni militari Desert Rock V. |
| Simon  | 25 aprile 1953, 12:29:59,8 | PST (-8 ore)       | NTS Area 1 37.053°N 116.1036°W | 1294 m + 90 m                      | Da torre, sviluppo di armamenti        | TX-17/24 "Simultaneity"        | 43 kt   | Rilevato I-131 6,3 MCi (230 PBq)  | [ 1 ] [ 4 ] [ 5 ] [ 6 ] [ 7 ] | Test dei componenti delle bombe TX-17 e TX-24 usando uno stadio primario RACER IV, ossia una versione modificata del RACER con un nocciolo contenente due chilogrammi in più di HEU rispetto al progetto originale sperimentato nel test Nancy, e il modello di un secondo stadio termonucleare. |
| Encore | 8 maggio 1953, 15:29:55,4  | PST (-8 ore)       | NTS Area 5 36.8°N 115.929°W | 940 m + 740 m                      | A caduta libera, sviluppo di armamenti | MK-6D                          | 27 kt   | Rilevato I-131 3,9 MCi (140 PBq)  | [ 1 ] [ 4 ] [ 5 ] [ 6 ] [ 7 ] | Test atto a valutare gli effetti dell'esplosione. La bomba fu lanciata circa 290 m a SSW del bersaglio. Assieme al test fu condotta una delle esercitazioni militari Desert Rock V e i militari subirono una sovraesposizione al fallout nucleare. |
| Harry  | 19 maggio 1953, 12:04:59,5 | PST (-8 ore)       | NTS Area 3 37.0402°N 116.0261°W | 1224 m + 90 m                      | Da torre, sviluppo di armamenti        | TX-13D "Hamlet"                | 32 kt   | Rilevato I-131 4,6 MCi (170 PBq)  | [ 1 ] [ 4 ] [ 5 ] [ 6 ] [ 7 ] | Nuovo progetto di nocciolo cavo che portò al più efficiente ordigno al solo plutonio sotto i 100 kt di potenza mai creato, ad indicare un'ottima compressione del nocciolo. Fu l'esplosione che portò alla maggior contaminazione di tutta l'operazione. |
| Grable | 25 maggio 1953, 15:30:00.3 | PST (-8 ore)       | Lancio da NTS Frenchman Flat 36.70428°N 115.97387°W, quota sul livello del mare: 950 m; Detonazione al di sopra di NTS 36.793°N 115.9156°W | 960 m (3 150 ft) + 160 m (520 ft)  | Da cannone, sviluppo di armamenti      | W9 AFAP "Gun"                  | 15 kt   | Rilevato I-131 2,1 MCi (78 PBq)   | [ 1 ] [ 4 ] [ 5 ] [ 6 ] [ 7 ] | Fu il secondo ordigno a cannone mai testato (il primo fu Little Boy) su un totale di quattro dagli USA, gli altri saranno infatti tutti a implosione, come Fat Man. Fu il primo test in cui la bomba fu sparata da un cannone, in particolare dal cannone atomico M65 soprannominato "Atomic Annie", che lanciò il proiettile nucleare a 11 km di distanza e 61 metri a sud-ovest del bersaglio. Assieme al test fu condotta una delle esercitazioni militari Desert Rock V. |
| Climax | 4 giugno 1953, 11:14:56,7  | PST (-8 ore)       | NTS Area 7 37.0875°N 116.0192°W | 1288 m + 410 m                     | A caduta libera, sviluppo di armamenti | MK-7, "Cobra", nocciolo Type D | 61 kt   | Rilevato I-131 3,6 MCi (320 PBq)  | [ 1 ] [ 4 ] [ 5 ] [ 6 ] [ 7 ] | Test di un ordigno MK-7 a fissione amplificata che si intendeva poi usare come stadio primario per la bomba termonucleare TX-15 in uno dei test dell'operazione Castle. Dopo l'insoddisfacente prova resa dallo stadio primario RACER, però, fu deciso di adottare questo ordigno come stadio primario di tutti gli ordigni del programma "emergency capability" che sarebbero stati testati in quell'operazione. Come esplosivo convenzionale nelle lenti esplosive, la bomba utilizzava una miscela Cyclotol 75/25. |

1. ↑  Gli Stati Uniti d'America, la Francia e il Regno Unito chiamano ogni loro singolo test con un nome in codice, mentre Unione Sovietica e Cina, salvo rari casi, non lo fanno, quindi i loro test sono identificati solo da numeri. Un trattino seguito da un numero indica un membro di un test a salve.
2. ↑  Per convertire l'ora universale in ora locale, si deve aggiungere alla prima il numero tra parentesi.
3. ↑  Nome del luogo e corrispettive coordinate. Nel caso di test missilistici, viene indicato il luogo di lancio del missile prima del luogo della detonazione. Mentre alcune località possono essere indicate con sicurezza, nel caso, ad esempio, di esplosioni in alta atmosfera, le indicazioni possono essere piuttosto inaccurate.
4. ↑  Con "altitudine" si intende l'altezza rispetto al livello del mare del terreno posto direttamente sotto l'esplosione, mentre con "quota" si intende la distanza tra tale punto e l'esplosione. Nel caso di test missilistici, il livello del terreno è indicato con "N/A". L'assenza di numeri o altre indicazioni sta a significare che il valore è sconosciuto.
5. ↑  L'energia liberata espressa in chilotoni e megatoni.